# David Bellos
David Bellos (sinh năm 1945) là một dịch giả và người viết tiểu sử sinh ra tại Anh. Bellos dạy văn học Pháp và văn học so sánh tại Đại học Princeton, Hoa Kỳ. Ông cũng là giám đốc Chương trình Dịch thuật và Giao tiếp Liên văn hóa (Program in Translation and Intercultural Communication)của Princeton.
Các đề tài nghiên cứu của Bellos chủ yếu xoay quanh Balzac và Georges Perec. Bellos đã cho xuất bản một bản dịch đạt giải được chuyển ngữ từ cuốn tiểu thuyết nổi tiếng nhất của Perec, Life A User's Manual, năm 1987. Ông đã từng đạt giải nhất Giải thưởng Man Booker quốc tế (tiếng Anh: Man Booker International Prize)về dịch thuật năm 2005 với bản dịch các tác phẩm của tác giả người Albania Ismail Kadare, mặc dù không biết tiếng Albania; các bản dịch của ông được thực hiện từ các bản dịch tiếng Pháp đã hoàn thiện trước đó.
Bellos đã viết một số tiểu sử văn học đạt giải và một cuốn sách về nghiên cứu dịch thuật, Is That a Fish in Your Ear? Translation and The Meaning of Everything (2011).
Ông xuất hiện trong The Magnificent Tati, một bộ phim tài liệu về nhà làm phim Jacques Tati.

## Các tác phẩm đã xuất bản

### Bản dịch
- Georges Perec: Life A User's Manual, 1987 (French-American Foundation's translation prize); phiên bản mới, 2008
- Georges Perec: W, or the Memory of Childhood, 1988
- Georges Perec: Things: A Story of the Sixties, 1990
- Georges Perec: 53 Days, 1992
- Ismail Kadare: The Pyramid, 1995
- Ismail Kadare:The File on H, 1996
- Georges Ifrah: A Universal History of Numbers, 2000
- Ismail Kadare: Spring Flowers, Spring Frost, 2001
- Fred Vargas: Have Mercy On Us All, 2003
- Fred Vargas: Seeking Whom He May Devour, 2004
- Ismail Kadare: The Successor, 2005
- Ismail Kadare: Agamemnon's Daughter, 2006
- Ismail Kadare: The Siege, 2008
- Hélène Berr: Journal, 2008
- Georges Perec: Thoughts of Sorts, 2009
- Romain Gary: Hocus Bogus, 2010
- Georges Perec: The Art and Craft of Approaching Your Head of Department to Submit a Request for a Raise, 2011
- Georges Simenon: Pietr the Latvian, 2013
- Daniel Anselme: On Leave, 2014
- Ismail Kadare: Twilight of the Eastern Gods, 2014
- Georges Perec: Portrait of a Man, 2014 (UK), 2015 (USA)
- Georges Perec: I Remember, 2014 (USA) (cùng với Philip Terry)
- Paul Fournel, Dear Reader, 2014 (UK)

### Tiểu sử
- Georges Perec. A Life in Words, 1993. (Prix Goncourt de la biographie). phiên bản tiếng Pháp, 1994. Phiên bản tiếng Nhật, 2014. phiên bản tiếng Do Thái, 2015.
- Jacques Tati. His Life and Art, 1999. Phiên bản tiếng Pháp, 2002
- Romain Gary. A Tall Story, Harvill Secker, Tháng 11 năm 2010

### Các cuốn sách khác
- Balzac Criticism in France, 1850–1900. The Making of a Reputation. Oxford, 1976
- La Cousine Bette. A Critical Guide. London, 1981
- Old Goriot (Landmarks of World Literature). Cambridge, 1987.
- Is That a Fish in Your Ear? Translation and the Meaning of Everything. London and New York, 2011. Sách bìa thường, 2012.
Bản dịch tiếng Pháp của Daniel Loayza với tên gọi Le poisson & le bananier, Flammarion, 2012. Bản dịch tiếng Tây Ban Nha của Vicente Campos, với tên gọi Un Pez en la higuera. Ariel, 2012. Bản dịch tiếng Đức của Silvia Morawetz với tên gọi Was macht der Fisch in meinem Ohr?, Eichborn, 2013